# Người Kurd ở Iran
Người Kurd ở Iran là người Iran gốc Kurd, người nói tiếng Kurd như ngôn ngữ đầu tiên của họ. Người Kurd là nhóm sắc tộc lớn thứ ba ở Iran sau người Ba Tư và người Azerbaijanis ở Iran, bao gồm hơn 10% dân số của quốc gia theo CIA ].

## Phân bố địa lý
Iran Kurdistan hoặc Đông Kurdistan (Kurdish: Rojhilatê Kurdistanê), là một tên không chính thức cho các khu vực của vùng tây bắc Iran có người Kurd sống ở biên giới với Iraq và Thổ Nhĩ Kỳ. Nó bao gồm tỉnh Kurdistan, tỉnh Kermanshah, một phần của tỉnh Tây Azerbaijan và tỉnh Ilam.
Người Kurd thường coi Kurdistan của Iran là một trong bốn phần của Kurdistan lớn hơn, bao gồm các phần của Đông Nam Thổ Nhĩ Kỳ (Bắc Kurdistan), Bắc Syria (Tây Kurdistan) và Bắc Iraq (Nam Kurdistan) .
Theo cuộc điều tra dân số cuối cùng được thực hiện năm 2006, bốn tỉnh Kurd ở Iran, Tây Azerbaijan (2.873.459), Kermanshah Province (1.879.385), tỉnh Kurdistan (1.440.156) và tỉnh Ilam (545.787) có tổng dân số là 6.738.787 người  Các cộng đồng của Lurs sống ở các khu vực phía nam của tỉnh Ilam. Người Kurd chiếm 21% dân số ở tỉnh Tây Azerbaijan.
Tổng dân số người Kurd chiếm khoảng 9% -10% dân số Iran  là những người Hồi giáo Sunni , người Hồi giáo Shia cũng hình thành nên thiểu số ít người Kurd Iran được gọi là Feyli. Shia Feyli Kurds cư trú tại tỉnh Kermanshah, ngoại trừ những nơi mà người dân là Jaff, và tỉnh Ilam; cũng như một số vùng của Kurdistan và Hamadan. Người Kurd ở tỉnh Bắc Khorasan ở đông bắc Iran là những người Hồi giáo Shia. Trong cuộc cách mạng Shia ở Iran, các đảng chính trị lớn của người Kurd đã không thành công trong việc thu hút người Kurd, vào thời đó không có hứng thú tự chủ . Tuy nhiên, kể từ những năm 1990, chủ nghĩa dân tộc Kurd đã thâm nhập vào khu vực người Kurd, một phần do sự phẫn nộ trước sự đàn áp bạo lực của chính phủ đối với cuộc nổi dậy người Kurd ở xa hơn về phía bắc.

## Chủ nghĩa ly khai người Kurd ở Iran
Chủ nghĩa ly khai Kurd ở Iran hoặc cuộc xung đột Kurd-Iran  là một cuộc tranh cãi kéo dài giữa các phe phái người Kurd ở phía Tây Iran và các chính phủ  của Iran, kéo dài kể từ sự nổi lên của Pahlavi Reza Shah năm 1918. Mặc dù một số đảng phái người Kurd của Iran muốn Kurdistan ở Iran phải tách khỏi Iran để trở thành một nước cộng hòa độc lập, nhưng cũng có những đảng phái dân chủ liên bang và đảng cộng sản có khuynh hướng cánh tả và tranh đấu cho nữ quyền mà không phải là những người ly khai và tin vào giải pháp không chủ nghĩa quốc gia cho câu hỏi người Kurd.